# PFK Etar 1924 Veliko Tarnovo
El PFK Etar 1924 Veliko Tarnovo (en búlgar, ПФК Етър 1924 Велико Търново) és un club de futbol búlgar de la ciutat de Veliko Tarnovo.

## Història
Evolució del nom:
- 1924: Etar Tarnovo (fusió de Mladezhki SK, Slava, Feniks i Viktoria)
- 1946: Etar-Yunak Tarnovo (absorció del Yunak)
- 1948: Absorció del Trapezica Tarnovo
- 1949: Cherveno Zname Tarnovo
- 1957: DFS Etar Tarnovo
- 1965: DFS Etar Veliko Tarnovo
- 1985: FK Etar Veliko Tarnovo
- 2003: PFC Etar 1924 (fusió amb FK Etar 1924)

El club desaparegué, en finalitzar la temporada 2012–13, per problemes econòmics. Un nou club SFC Etar Veliko Tarnovo comprà la llicència del club Botev Debelets en categories inferiors.
Un dels seus futbolistes més destacats del passat en fou Krassimir Balakov.

## Palmarès
- Lliga búlgara de futbol (1):
  - 1991

- Copa de la BFU (1):
  - 1991

## Jugadors destacats
Equip campió de Bulgària la temporada 1990–91:
| N. | Pos. | Nac. | Jugador            |
| -- | ---- | --- | ------------------ |
| —  | POR  | [[Fitxer:Flag of Bulgaria.svg\|23x15px\|border \|alt=Bulgària\|link=Selecció de futbol de Bulgària\|{{#if:\|]] | Kaloyan Chakarov   |
| —  | POR  | [[Fitxer:Flag of Bulgaria.svg\|23x15px\|border \|alt=Bulgària\|link=Selecció de futbol de Bulgària\|{{#if:\|]] | Nikolay Donev      |
| —  | DEF  | [[Fitxer:Flag of Bulgaria.svg\|23x15px\|border \|alt=Bulgària\|link=Selecció de futbol de Bulgària\|{{#if:\|]] | Tsanko Tsvetanov   |
| —  | DEF  | [[Fitxer:Flag of Bulgaria.svg\|23x15px\|border \|alt=Bulgària\|link=Selecció de futbol de Bulgària\|{{#if:\|]] | Ilian Kiriakov     |
| —  | DEF  | [[Fitxer:Flag of Bulgaria.svg\|23x15px\|border \|alt=Bulgària\|link=Selecció de futbol de Bulgària\|{{#if:\|]] | Angel Chervenkov   |
| —  | DEF  | [[Fitxer:Flag of Bulgaria.svg\|23x15px\|border \|alt=Bulgària\|link=Selecció de futbol de Bulgària\|{{#if:\|]] | Plamen Prodanov    |
| —  | DEF  | [[Fitxer:Flag of Bulgaria.svg\|23x15px\|border \|alt=Bulgària\|link=Selecció de futbol de Bulgària\|{{#if:\|]] | Sasho Hristov      |
| —  | DEF  | [[Fitxer:Flag of Bulgaria.svg\|23x15px\|border \|alt=Bulgària\|link=Selecció de futbol de Bulgària\|{{#if:\|]] | Tsvetomir Parvanov |
| —  | MIG  | [[Fitxer:Flag of Bulgaria.svg\|23x15px\|border \|alt=Bulgària\|link=Selecció de futbol de Bulgària\|{{#if:\|]] | Georgi Georgiev    |
| —  | MIG  | [[Fitxer:Flag of Bulgaria.svg\|23x15px\|border \|alt=Bulgària\|link=Selecció de futbol de Bulgària\|{{#if:\|]] | Georgi Popivanov   |

| N. | Pos. | Nac. | Jugador                |
| -- | ---- | --- | ---------------------- |
| —  | MIG  | [[Fitxer:Flag of Bulgaria.svg\|23x15px\|border \|alt=Bulgària\|link=Selecció de futbol de Bulgària\|{{#if:\|]]                                          | Mariyan Metlarov       |
| —  | MIG  | [[Fitxer:Flag of Bulgaria.svg\|23x15px\|border \|alt=Bulgària\|link=Selecció de futbol de Bulgària\|{{#if:\|]]                                          | Petyo Rashev           |
| —  | MIG  | [[Fitxer:Flag of Bulgaria.svg\|23x15px\|border \|alt=Bulgària\|link=Selecció de futbol de Bulgària\|{{#if:\|]]                                          | Krasimir Balakov       |
| —  | MIG  | [[Fitxer:Flag of Bulgaria.svg\|23x15px\|border \|alt=Bulgària\|link=Selecció de futbol de Bulgària\|{{#if:\|]]                                          | Sasho Dimov            |
| —  | MIG  | [[Fitxer:Flag of Bulgaria.svg\|23x15px\|border \|alt=Bulgària\|link=Selecció de futbol de Bulgària\|{{#if:\|]]                                          | Andriyan Gaydarski     |
| —  | DAV  | [[Fitxer:Flag of Bulgaria.svg\|23x15px\|border \|alt=Bulgària\|link=Selecció de futbol de Bulgària\|{{#if:\|]]                                          | Miroslav Baychev       |
| —  | DAV  | [[Fitxer:Flag of Bulgaria.svg\|23x15px\|border \|alt=Bulgària\|link=Selecció de futbol de Bulgària\|{{#if:\|]]                                          | Boncho Genchev         |
| —  | DAV  | [[Fitxer:Flag of the Soviet Union.svg\|23x15px\|border \|alt=Unió de Repúbliques Socialistes Soviètiques\|link=Selecció de futbol de l'URSS\|{{#if:\|]] | Igor Kislov            |
| —  | DAV  | [[Fitxer:Flag of Bulgaria.svg\|23x15px\|border \|alt=Bulgària\|link=Selecció de futbol de Bulgària\|{{#if:\|]]                                          | Gencho Genchov         |
| —  | DAV  | [[Fitxer:Flag of Bulgaria.svg\|23x15px\|border \|alt=Bulgària\|link=Selecció de futbol de Bulgària\|{{#if:\|]]                                          | Aleksandar Aleksandrov |